# Viktor Troicki
Viktor Troicki (Beograd, 10. veljače 1986.) je srbijanski tenisač.
Sin je oca Aleksandra i majke Mile. Počeo je igrati tenis s pet godina, a dječački uzor mu je bio Andre Agassi. Jedno vrijeme je trenirao i nogomet, ali je svoju karijeru usmjerio ka tenisu. Profesionalnim tenisom počeo se baviti 2006. godine, i do sada mu je najveći uspjeh polufinale Umaga 2007. godine. Najbolji renking karijere ostvario je u svibnju 2011. kada je zauzimao 15. mjesto na ATP listi.

## Karijera
U 2006. godini osvojio je futures u Dubaiju i challenger u Dharwadu. Iste godine ima i svoj premijerni nastup na ATP turniru, ali ga sreća nije mazila dodijelivši mu na startu najboljeg igrača svijeta, Federera, kojemu je pružio solidan otpor.
2007. godinu otvorio je polufinalom u Bergamu. Dva mjeseca kasnije isti uspjeh ponavlja u Marakešu. Uspjeh dotadašnje karijere ostvaruje u Umagu, došavši do polufinala, a na putu je pobijedio i favoriziranog zemljaka Novaka Đokovića. Godinu je zaključio finalom challengera u Busanu.

## Vanjske poveznice
- ATP profil Viktora Troickog